# 동경 10도

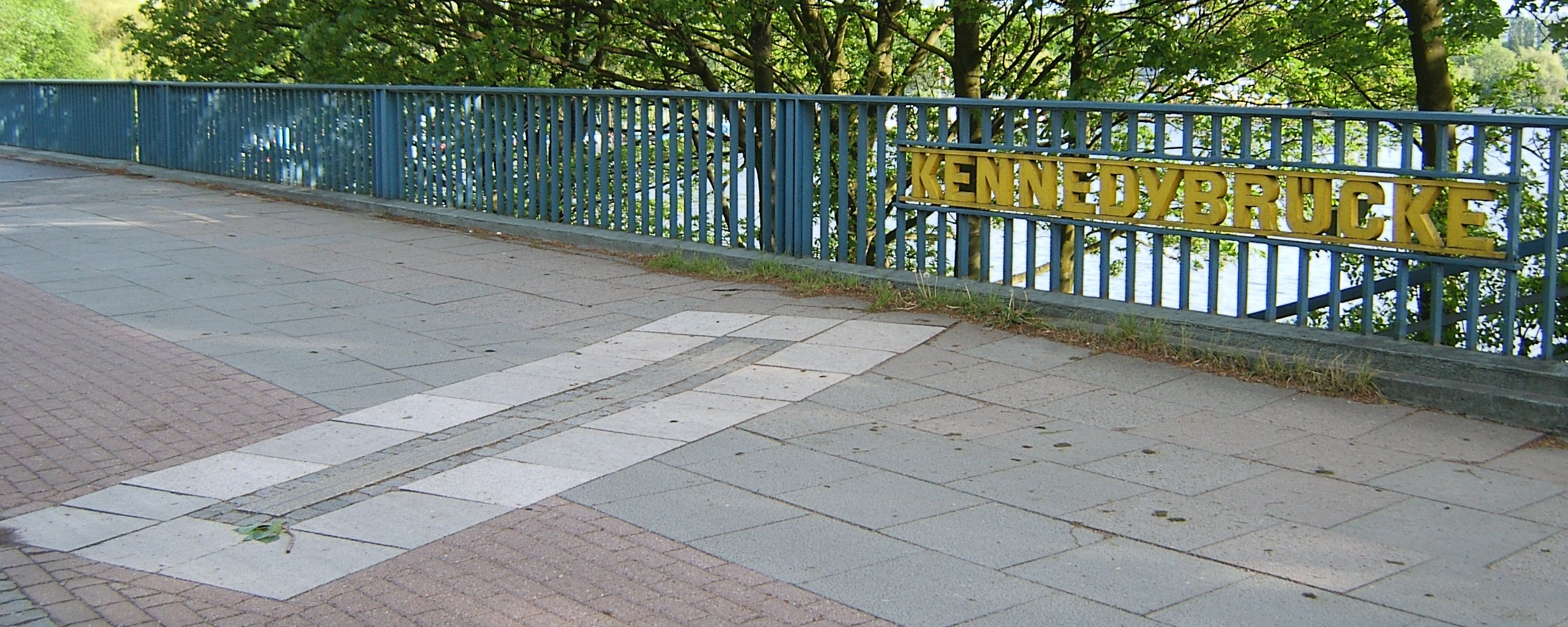

동경 10도(東經10度)는 본초 자오선에서 동쪽으로 10도 떨어진 경선이다. 북극점에서 시작하여 북극해, 유럽, 아프리카, 대서양, 남극해, 남극을 거쳐 남극점에 이른다.
동경 10도는 서경 170도와 이어져 지구의 둘레를 이룬다.

북극점에서 남극점까지 동경 10도선은 다음 지역을 지나간다.
| 좌표                                                  | 나라, 지역, 해역 | 주석 |
| ----------------------------------------------------- | ---------------- | --- |
| 북위 90° 0′ 동경 10° 0′  / 북위 90.000° 동경 10.000°  | 북극해           | |
| 북위 81° 5′ 동경 10° 0′  / 북위 81.083° 동경 10.000°  | 대서양           | |
| 북위 64° 5′ 동경 10° 0′  / 북위 64.083° 동경 10.000°  | 노르웨이         | 쇠르트뢰넬라그주의 스토크쾨위아에서 시작하여 베스트폴주의 스타베른에서 남서쪽 3km 떨어진 곳에서 끝난다.                               |
| 북위 58° 58′ 동경 10° 0′  / 북위 58.967° 동경 10.000° | 스카게라크 해협  | |
| 북위 57° 35′ 동경 10° 0′  / 북위 57.583° 동경 10.000° | 덴마크           | 벤쉬셀튀섬, 유틀란드반도, 푸넨섬, 알스섬                                                                                              |
| 북위 54° 43′ 동경 10° 0′  / 북위 54.717° 동경 10.000° | 독일             | 함부르크 도심과 구도시를 통과함 |
| 북위 47° 29′ 동경 10° 0′  / 북위 47.483° 동경 10.000° | 오스트리아       | |
| 북위 46° 54′ 동경 10° 0′  / 북위 46.900° 동경 10.000° | 스위스           | |
| 북위 46° 17′ 동경 10° 0′  / 북위 46.283° 동경 10.000° | 이탈리아         | |
| 북위 44° 3′ 동경 10° 0′  / 북위 44.050° 동경 10.000°  | 지중해           | 이탈리아 카프라이아섬의 바로 동쪽을 지나감 이탈리아 엘바섬과 피아노사섬의 바로 서쪽을 지나감 이탈리아 사르데냐섬의 바로 동쪽을 지나감 |
| 북위 37° 15′ 동경 10° 0′  / 북위 37.250° 동경 10.000° | 튀니지           | |
| 북위 30° 28′ 동경 10° 0′  / 북위 30.467° 동경 10.000° | 리비아           | |
| 북위 25° 23′ 동경 10° 0′  / 북위 25.383° 동경 10.000° | 알제리           | |
| 북위 22° 22′ 동경 10° 0′  / 북위 22.367° 동경 10.000° | 니제르           | |
| 북위 13° 10′ 동경 10° 0′  / 북위 13.167° 동경 10.000° | 나이지리아       | |
| 북위 6° 54′ 동경 10° 0′  / 북위 6.900° 동경 10.000°   | 카메룬           | |
| 북위 2° 10′ 동경 10° 0′  / 북위 2.167° 동경 10.000°   | 적도 기니        | |
| 북위 1° 0′ 동경 10° 0′  / 북위 1.000° 동경 10.000°    | 가봉             | |
| 남위 2° 47′ 동경 10° 0′  / 남위 2.783° 동경 10.000°   | 대서양           | |
| 남위 60° 0′ 동경 10° 0′  / 남위 60.000° 동경 10.000°  | 남극해           | |
| 남위 69° 53′ 동경 10° 0′  / 남위 69.883° 동경 10.000° | 남극             | 퀸모드랜드, 노르웨이가 영유권을 주장한다.                                                                                             |

## 같이 보기
- 동경 9도
- 동경 11도